# Il paperesorcista
Il paperesorcista (The Duxorcist) è un film del 1987 scritto e diretto da Greg Ford e Terry Lennon. È un cortometraggio d'animazione della serie Looney Tunes, uscito negli Stati Uniti il 20 novembre 1987. Prodotto in occasione del 50º anniversario del personaggio di Daffy Duck, fu il primo cortometraggio animato cinematografico prodotto dalla Warner Bros. dopo 18 anni (l'ultimo era stato Cool Cat nel Far West del 1969) ed ebbe un ottimo successo di critica. La colonna sonora non fu creata appositamente ma ricavata (con il coordinamento di Hal Willner) da musiche d'archivio di corti precedenti composte principalmente da Carl Stalling e Milt Franklyn. L'anno successivo il corto venne inserito quasi integralmente nel film di montaggio Daffy Duck's Quackbusters - Agenzia acchiappafantasmi.

## Trama
Daffy è un paranormalista, e la bella Melissa Duck lo chiama per dei problemi soprannaturali con gli elettrodomestici della cucina. Arrivato lì Daffy si rende conto che i problemi vanno oltre le sue possibilità. Decide allora di provarci con la sua cliente, scoprendo così che Melissa è posseduta da alcuni spiriti maligni, che provocano svariati fenomeni alla casa e a lei (tra cui farla trasformare a intermittenza in una bestia mostruosa). Così, con l'aiuto di un libro, effettua un esorcismo (tramite delle battute). L'esorcismo ha successo, ma poco dopo gli spiriti entrano nel suo corpo. Daffy riesce a liberarsene e fugge via inseguito da loro, mentre Melissa lo invita a tornare a trovarla.

## Distribuzione

### Edizione italiana
Il corto fu distribuito in Italia autonomamente solo in televisione nel 2003, dopo la distribuzione di Daffy Duck's Quackbusters. Il doppiaggio fu realizzato dalla Time Out Cin.ca e diretto da Massimo Giuliani.

### Edizioni home video

#### Laserdisc
- Looney Tunes After Dark (2 marzo 1993)

#### DVD
In America del Nord il corto fu inserito nel secondo DVD-Video dell'edizione speciale di Space Jam (uscita il 28 ottobre 2003), nel secondo disco della raccolta The Essential Daffy Duck (uscita il 1º novembre 2011) e nel DVD Looney Tunes Parodies Collection, uscito il 4 febbraio 2020.